# The Battle of the Sexes (1914)

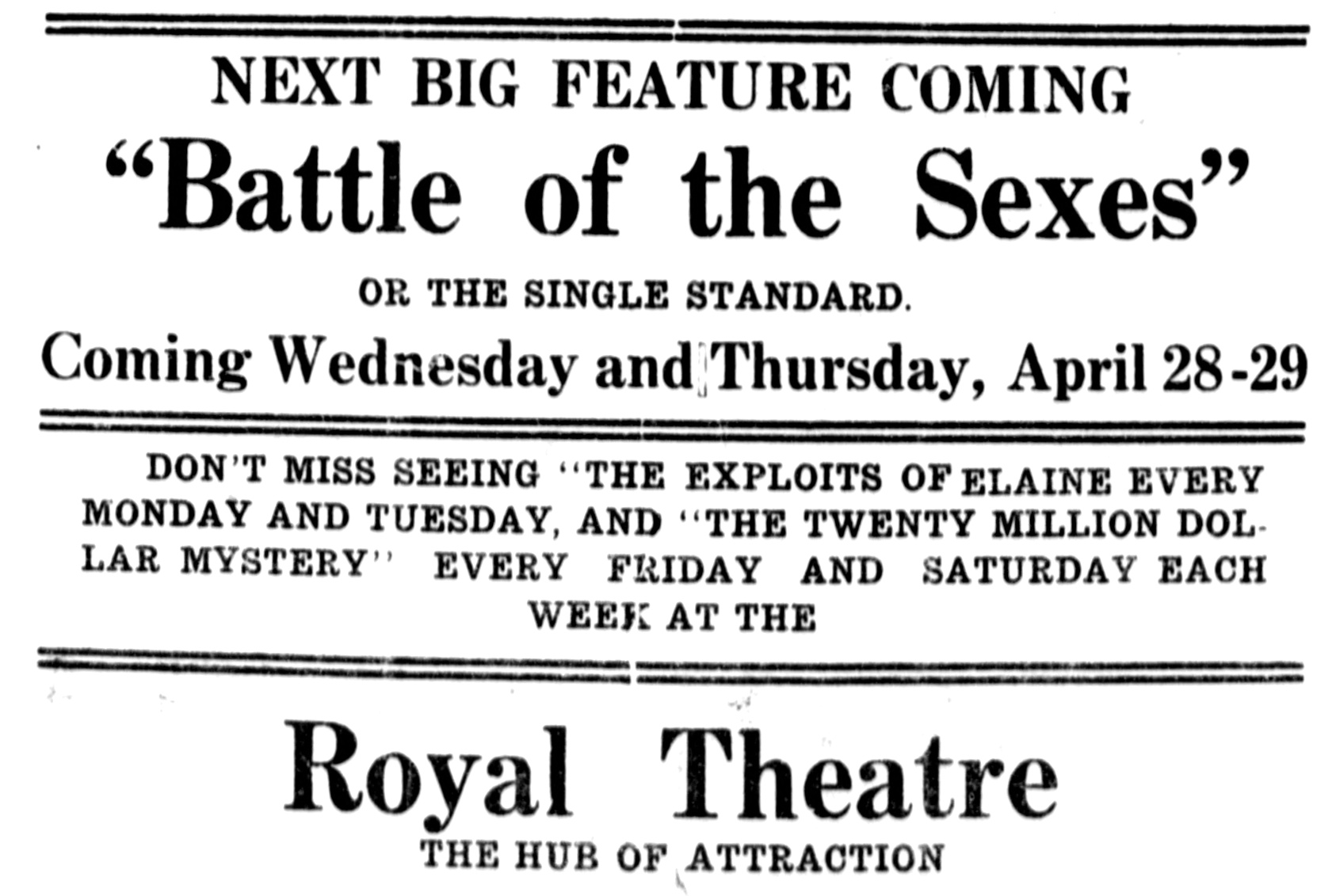
Um anúncio de jornal.

The Battle of the Sexes é um filme mudo de curta-metragem norte-americano de 1914, do gênero drama, dirigido por D. W. Griffith em 1914. O filme é baseado na telenovela The Single Standard, de Daniel Carson Goodman.

## Elenco
- Donald Crisp
- Lillian Gish
- Robert Harron
- Mary Alden
- Owen Moore
- Fay Tincher
- W. E. Lawrence